# فرانك هيل (عسكري)
فرانك هيل (بالإنجليزية: Frank Hill)‏ هو عسكري أمريكي، (ولد في هارتفورد في الولايات المتحدة 1864  م).